# Педро Сеа
Педро Сеа (енгл. Pedro Cea; Монтевидео, 1. септембар 1900 — Монтевидео, 18. септембар 1970) биo је уругвајски фудбалер и тренер.

## Каријера
Рођен је у Монтевидеу, Уругвају. Играо је за Насионал Монтевидео, са којим је освојио неколико Првих лига Уругваја.

## Репрезентативна каријера
Први пут је играо за репрезентацију Уругваја у новембру 1923, када је освојио првенство Јужне Америке. Следеће године је поново освојио јужноамеричко првенство, када је Уругвај освојио пету титулу 1924.
Освојио је златну медаљу на Летњим олимпијским играма 1924. и 1928. Био је голман на Светском првенству 1930. У финалу је изједначио резултат са репрезентацијом Аргентине, постигавши гол за резултат 2:2 у 57. минути; Уругвај је победио на крају са 4:2.
Последњу утакмицу за репрезентацију одиграо је 1932. године, а укупно 27 пута је наступио за репрезентацију Уругваја.

## Статистика каријере
| #   | Датум              | Место                                           | Противник   | Скор | Резултат | Такмичење                                        |
| --- | ------------------ | ----------------------------------------------- | ----------- | ---- | -------- | ------------------------------------------------ |
| 1.  | 25. новембар 1923. | Стадион Гран парк сентрал, Монтевидео, Уругвај  | Бразил      | 2–1  | 2–1      | Јужноамеричко првенство 1923.                    |
| 2.  | 26. мај 1924.      | Стадион Олимпик Ив ди Мануар, Коломб, Француска | Југославија | 4–0  | 7–0      | Летње олимпијске игре 1924.                      |
| 3.  | 26. мај 1924.      | Стадион Олимпик Ив ди Мануар, Коломб, Француска | Југославија | 7–0  | 7–0      | Летње олимпијске игре 1924.                      |
| 4.  | 6. јун 1924.       | Стадион Олимпик Ив ди Мануар, Коломб, Француска | Холандија   | 1–1  | 2–1      | Летње олимпијске игре 1924.                      |
| 5.  | 9. јун 1924.       | Стадион Олимпик Ив ди Мануар, Коломб, Француска | Швајцарска  | 2–0  | 3–0      | Златна медаља на Летњим олимпијским играма 1924. |
| 6.  | 2. октобар 1924.   | Стадион Баракас, Буенос Ајрес, Аргентина        | Аргентина   | 1–1  | 1–2      | Пријатељски                                      |
| 7.  | 26. октобар 1924   | Стадион Гран парк сентрал, Монтевидео, Уругвај  | Парагвај    | 3–0  | 3–1      | Јужноамеричко првенство 1924.                    |
| 8.  | 7. јун 1928.       | Олимпијски стадион, Амстердам, Холандија        | Италија     | 1–1  | 3–2      | Летње олимпијске игре 1928.                      |
| 9.  | 21. јул 1930.      | Стадион Сентенарио, Монтевидео, Уругвај         | Румунија    | 4–0  | 4–0      | Светско првенство 1930.                          |
| 10. | 27. јул 1930.      | Стадион Сентенарио, Монтевидео, Уругвај         | Југославија | 1–1  | 6–1      | Светско првенство 1930.                          |
| 11. | 27. јул 1930.      | Стадион Сентенарио, Монтевидео, Уругвај         | Југославија | 5–1  | 6–1      | Светско првенство 1930.                          |
| 12. | 27. јул 1930.      | Стадион Сентенарио, Монтевидео, Уругвај         | Југославија | 6–1  | 6–1      | Светско првенство 1930.                          |
| 13. | 30. јул 1930.      | Стадион Сентенарио, Монтевидео, Уругвај         | Аргентина   | 2–2  | 4–2      | Финале светског првенства 1930.                  |

## Тренерска каријера
Био је тренер репрезентације 1941. и 1942. године. Освојили су Светско првенство Јужне Америке 1942.
Умро је 1970. године, са седамдесет година.

## Награде и титуле

### Клубови

#### Репрезентација
- Прва лига Уругваја: 1933, 1934.

#### Уругвај
- Светско првенство : 1930.
- Копа Америка: 1923, 1924.
- Летње олимпијске игре: 1924, 1928.

### Индивидуалне
- Награда на светском првенству: 1930.

### Тренер

#### Уругвај
- Копа Америка: 1942.